# حصن أبي
حصن أبي هو حصن بناه اليهود في خيبر شمال المدينة المنورة، وانتهى بإستيلاء المسلمين عليه في غزوة خيبر. تقع القلعة أو الحصن بالقرب من حصن الصعب بن معاذ إلى الغرب منه، وتطل على وادي خيبر من جهتيه الشمالية والغربية.

## غزوة خيبر
بعد فتح حصن قلعة الزبير انتقل اليهود إلى قلعة أبي، وتحصنوا فيه أشد التحصين، وفرض المسلمون عليهم الحصار، وقام بطلان من اليهود واحد بعد الآخر بطلب المبارزة، وقد قتلهما فرسان المسلمين، وكان الذي قتل المبارز الثاني هو الصحابي أبو دجانة سماك بن خرشة الأنصاري صاحب العصابة الحمراء. وقد أسرع أبو دجانة بعد قتله إلى اقتحام القلعة، واقتحم معه جيش المسلمين، وجرى قتال دام قرابة ساعة داخل الحصن، ثم تسلل اليهود من القلعة، وتحولوا إلى حصن النزار آخر حصن في الشطر الأول.